# سوارتکرانز

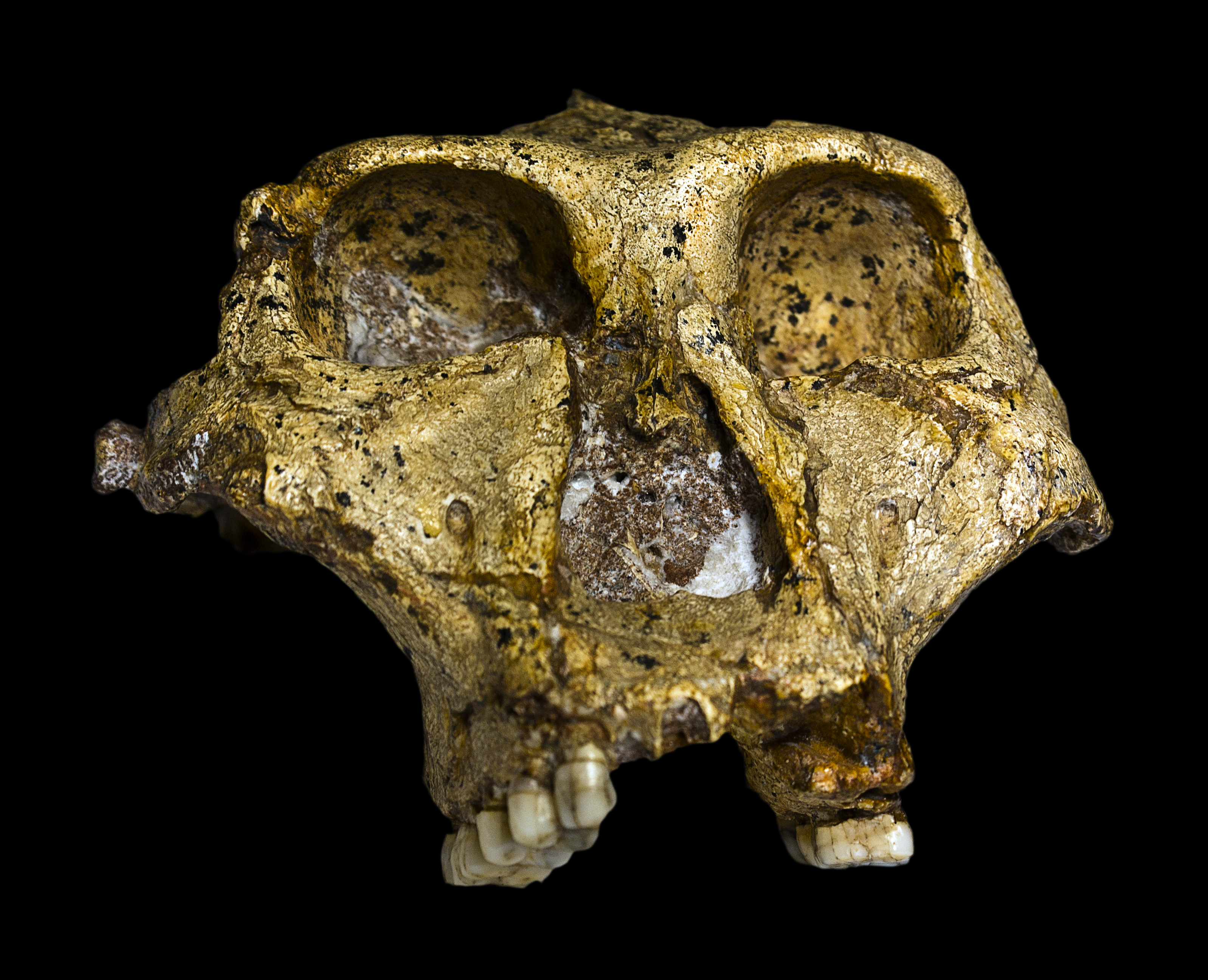
فسیلی یافت‌شده در سوارتکرانز - ۲۰۱۰

سوارتکرانز (انگلیسی: Swartkrans) یک غار فسیلی و میراث ملی آفریقای جنوبی است که در حدود ۳۲ کیلومتری ژوهانسبورگ و در سایت میراث جهانی گهواره نوع بشر واقع شده است.
این غار یکی از محوطه‌هایی است که در آن قدیمی‌ترین نشانه‌های آتش افروخته شده به دست بشر مشاهده شده و این آثار به یک تا یک و نیم میلیون سال پیش بازمی‌گردد.